# Dominique Schmitt
Pour les articles homonymes, voir Schmitt.
Dominique Schmitt (né le 2 juin 1948 à Strasbourg) est un haut fonctionnaire français, préfet de région, conseiller maître en service extraordinaire à la Cour des comptes, avocat au Barreau de Nice.

## Biographie

### Études
Juriste de formation, docteur en géographie, il commence sa carrière dans la fonction publique territoriale avec le grade d'administrateur territorial en tant que directeur général des services adjoint à la mairie de Metz en 1972. Tout en poursuivant sa carrière dans la fonction publique, il enseigne notamment à l'université, à l'Institut régional d'administration (IRA) de Metz et à l'École nationale d'administration (ENA).

### Préfet
Ce proche de Jean-Marie Rausch a été membre de son cabinet lorsque ce dernier était ministre du Commerce extérieur (1988-1991). Nommé préfet de la Creuse en 1992, il passe par les préfectures du Jura, des Vosges, d'Indre-et-Loire et du Finistère. Comme préfet des Vosges, il prend l'initiative très rare, de réclamer à une entreprise les subventions et aides dont elle a bénéficié de la part de l’État, pour n'avoir pas respecté ses engagements.
En 2004, il est affecté dans l'administration centrale, à Paris, et devient directeur général des collectivités locales au ministère de l'Intérieur. À cette occasion, il est placé auprès de Brice Hortefeux lorsque celui-ci devient ministre délégué en 2005.

### Préfet de région
En 2006, il devient préfet de la région Auvergne, préfet du Puy-de-Dôme. Il entre en conflit avec la communauté d'agglomération de Clermont-Ferrand (« Clermont Communauté »), freinant un projet de création de logements sociaux. Le maire socialiste de Clermont et président de la communauté d'agglomération, Serge Godard, l'accuse d'arrière-pensées politiques, en clair de préparer le terrain pour une implantation locale de Brice Hortefeux dont il est resté proche. Ce qu'il récuse, mettant en avant des défauts dans la procédure et la nécessité d'équilibrer dans l'ensemble du département les ressources que l’État peut consacrer à la construction HLM.
En 2009, il succède à Francis Idrac en tant que préfet de la région Aquitaine, préfet de la Gironde, intervenant avec les services de Jean-Louis Borloo sur la finalisation du tracé de la ligne Grande-Vitesse Sud-Ouest,, avec Alain Juppé maire de Bordeaux et Alain Rousset président socialiste du conseil régional d'Aquitaine sur l'avenir du site Ford de Bordeaux,, mais aussi sur des fermetures de services publics, et dialoguant avec l'intersyndicale à la suite des grèves d'octobre 2010 bloquant les dépôts français notamment le dépôt d'Ambès à Bassens, etc.

### Conseiller maître à la cour des comptes
Entre avril 2011 et avril 2016, il devient conseiller maître en service extraordinaire à la cour des comptes.
Le 25 octobre 2011, la ministre de l’Écologie Nathalie Kosciusko-Morizet (troisième gouvernement François Fillon) lui demande d'animer un groupe de travail de trente représentants de parties intéressées par la biodiversité, pour améliorer la gouvernance de la biodiversité (aux niveaux national, régional et départemental, associant mieux les parties prenantes, en ancrant mieux les stratégies dans les territoires, avec plus d'efficacité, cohérence et lisibilité). Après 5 réunions du groupe, de la mi-novembre 2011 à fin janvier 2012, un rapport a été produit.
Ce rapport analyse la situation existante, et propose de créer un « comité national de la biodiversité » notamment chargé de suivre la stratégie nationale pour la biodiversité, et de reprendre les fonctions reprendrait les fonctions du comité national trame verte et bleue, du comité national de suivi Natura 2000, du comité de suivi de la stratégie nationale pour la biodiversité, du groupe national zones humides, du comité de pilotage de la stratégie de créations d'aires protégées terrestres dans son volet orientations stratégiques, du comité CITES dans son volet orientations générales, du conseil national de la protection de la nature en formation plénière. 
Il suivrait les sujets d'enjeu national, avec un secrétariat assuré par le ministère chargé de l'écologie (MEDDTL/DGALN/DEB). Il pourrait être assisté d'un Conseil scientifique et technique de la biodiversité (CSTBio) (actuel Conseil scientifique du patrimoine naturel et de la biodiversité renommé).

### Avocat
Depuis novembre 2017, il est avocat au Barreau de Nice.

## Récompenses et distinctions

### Décorations
- Commandeur de la Légion d'honneur Il est fait chevalier le 1er septembre 1992, promu officier le 31 décembre 2003[14], puis commandeur le 2 avril 2010[15].
- Commandeur de l'ordre national du Mérite Il est fait officier le 17 février 1990, puis est promu commandeur le 15 mai 2000[16].
- Officier de l'ordre des Palmes académiques
- Officier de l'ordre du Mérite agricole
- Officier de l'ordre des Arts et des Lettres
- Officier de l'ordre du Mérite de la République italienne
- Chevalier de l'ordre équestre du Saint-Sépulcre de Jérusalem

### Médailles
- Médaille d'argent de la jeunesse et des sports
- Médaille d'honneur de l'administration pénitentiaire, argent (2007)[17]